# Saint-Jean-Pierre-Fixte
Saint-Jean-Pierre-Fixte és un municipi francès, situat al departament de l'Eure i Loir i a la regió de Centre – Vall del Loira. L'any 2007 tenia 286 habitants.

## Demografia

### Població
El 2007 la població de fet de Saint-Jean-Pierre-Fixte era de 286 persones. Hi havia 102 famílies, de les quals 16 eren unipersonals (12 homes vivint sols i 4 dones vivint soles), 35 parelles sense fills i 51 parelles amb fills.
La població ha evolucionat segons el següent gràfic:
Habitants censats

### Habitatges
El 2007 hi havia 121 habitatges, 106 eren l'habitatge principal de la família, 9 eren segones residències i 6 estaven desocupats. Tots els 120 habitatges eren cases. Dels 106 habitatges principals, 92 estaven ocupats pels seus propietaris, 13 estaven llogats i ocupats pels llogaters i 1 estava cedit a títol gratuït; 1 tenia dues cambres, 13 en tenien tres, 33 en tenien quatre i 59 en tenien cinc o més. 90 habitatges disposaven pel capbaix d'una plaça de pàrquing. A 39 habitatges hi havia un automòbil i a 65 n'hi havia dos o més.

### Piràmide de població
La piràmide de població per edats i sexe el 2009 era:
| Homes | Edats   | Dones |
| ----- | ------- | ----- |
| 0     | 95 o +  | 0     |
| 0     | 90 a 94 | 0     |
| 0     | 85 a 89 | 4     |
| 0     | 80 a 84 | 0     |
| 0     | 75 a 79 | 0     |
| 12    | 70 a 74 | 12    |
| 4     | 65 a 69 | 4     |
| 0     | 60 a 64 | 8     |
| 8     | 55 a 59 | 4     |
| 24    | 50 a 54 | 8     |
| 24    | 45 a 49 | 24    |
| 20    | 40 a 44 | 20    |
| 4     | 35 a 39 | 8     |
| 8     | 30 a 34 | 4     |
| 0     | 25 a 29 | 12    |
| 4     | 20 a 24 | 4     |
| 16    | 15 a 19 | 20    |
| 20    | 10 a 14 | 12    |
| 4     | 5 a 9   | 8     |
| 4     | 0 a 4   | 4     |

## Economia
El 2007 la població en edat de treballar era de 193 persones, 149 eren actives i 44 eren inactives. De les 149 persones actives 138 estaven ocupades (74 homes i 64 dones) i 12 estaven aturades (6 homes i 6 dones). De les 44 persones inactives 19 estaven jubilades, 15 estaven estudiant i 10 estaven classificades com a «altres inactius».

### Ingressos
El 2009 a Saint-Jean-Pierre-Fixte hi havia 110 unitats fiscals que integraven 306 persones, la mediana anual d'ingressos fiscals per persona era de 18.604 €.

### Activitats econòmiques
Dels 12 establiments que hi havia el 2007, 6 eren d'empreses de construcció, 1 d'una empresa immobiliària, 3 d'empreses de serveis i 2 d'entitats de l'administració pública.
Dels 8 establiments de servei als particulars que hi havia el 2009, 2 eren autoescoles, 2 guixaires pintors, 1 fusteria, 1 lampisteria, 1 electricista i 1 agència immobiliària.
L'any 2000 a Saint-Jean-Pierre-Fixte hi havia 11 explotacions agrícoles que ocupaven un total de 546 hectàrees.

## Poblacions més properes
El següent diagrama mostra les poblacions més properes.